# Sven Lõhmus
Sven Lõhmus (ur. 13 lipca 1972 w Türi) – estoński kompozytor muzyki pop, tekściarz, a także producent i właściciel wydawnictwa muzycznego Moonwalk, skupiającego estońskich artystów.

## Kariera
Współpracował z czołowymi estońskimi artystami, m.in. Vanilla Ninja, Suntribe, Urban Symphony, Grete Paia, Laurą Põldvere i Getter Jaani. W 2003, 2004 i 2010 otrzymał nagrodę „Najlepszy Autor” w „Eesti Popmuusika Aastaauhinnad” („Doroczne nagrody estońskiej muzyki pop”). Jeden z jego wczesnych niewydanych utworów "Bravely" (zwany wcześniej w internecie jako "Try To Smile Again") z 1992 miał niegdyś w internecie status zaginionego od 2005 do 28 lutego 2024.

## Eurowizja
Cztery utwory napisane i wyprodukowane przez Lõhmusa zostały wystawione na Eurowizji.
- 2005 – „Let’s Get Loud” w wykonaniu Suntribe; 20-ste miejsce (półfinał)[7];
- 2009 – „Rändajad” w wykonaniu Urban Symphony; 6-ste miejsce[8];
- 2011 – „Rockefeller Street” w wykonaniu Getter Jaani; 24-te miejsce[9];
- 2017 – „Verona” w wykonaniu Koita Toome i Laury Põldvere; 14-ste miejsce (półfinał)[10].